# Hongzhi
Hongzhi (Pechino, 30 luglio 1470 – Pechino, 8 giugno 1505) fu il nono imperatore della dinastia Ming dal 1487 al 1505.

## Biografia

### Primi anni
Hongzhi nacque nell'epoca in cui Lady Wan e la sua compagnia stavano tentando di eliminare ogni figlio nato dall'Imperatore Chenghua. Fu per un puro caso che il giovane Hongzhi venne salvato, venendo nascosto all'Imperatrice. Hongzhi poté riunirsi al padre solo all'età di 5 anni e nel 1475 venne proclamato principe ereditario. Hongzhi, essendo un bambino brillante, ricevette la migliore educazione della sua epoca. Egli venne immerso nella scuola confuciana e fu un eccellente studente.

### Il regno da imperatore
Hongzhi ascese al trono nel 1487 e la sua amministrazione venne modellata perfettamente sul modello dell'ideologia confuciana divenendo egli stesso un instancabile lavoratore ed un imperatore diligente. Supervisionò personalmente tutti gli affari di stato, abbassò le tasse e prese decisioni accorte, circa le nomine dei ministri e dei consiglieri. Suoi rappresentanti come Liu Jian, Xie Qian e Wang Shu lavorarono fianco a fianco con Hongzhi creando un'atmosfera positiva di collaborazione al governo. Inoltre, l'Imperatore Hongzhi, incoraggio i suoi ministri a trarre vantaggi dalle critiche, anche quelle dirette verso l'Imperatore, senza pensare solo a punirle sconsideratamente. Questo creò un governo più trasparente e diede nuovo lustro ed energia alla dinastia Ming. Come risultato la popolazione prosperò sotto il suo regno e fece il possibile anche per emarginare sempre più lo strapotere degli eunuchi, riducendo gli intrighi di palazzo presenti dei regni precedenti. Hongzhi venne comparato da molti suoi contemporanei alla figura degli imperatori Hongwu e Yongle ed è ancora oggi indicato dagli storici come uno dei più illuminati imperatori della dinastia Ming.

### Crisi di successione
A differenza della maggior parte dei suoi predecessori che ebbero molte concubine che diedero alla luce molti figli, l'Imperatore Hongzhi ebbe una sola moglie in tutta la sua vita. L'Imperatrice Zhang diede alla luce solo due figli uno dei quali morì ancora in fasce lasciando a Hongzhi un solo erede al trono. Dopo la morte di Hongzhi nel 1505, gli succedette appunto questo suo figlio Zhengde. Sfortunatamente Zhengde morì senza figli nel 1521 ed il trono passò a suo cugino, il che pose fine alla linea diretta di ascesa da Hongzhi.